# Пољски Сеновец
Пољски Сеновец (буг. Полски Сеновец) село је у северној Бугарској, општина Полски Трмбеш, Великотрновска област.

## Географија
Насеље лежи 33 км север од Великог Трнова на северу Бугарске. Удаљено је 201 км источно од Софије. Рељеф у земљи села је равна. За земљу села су типичне камене креде врсте доње креде и болесних отвора - песковита леза, глина леза.

## Историја
Прве информације о оснивању Пољски Сеновец као бугарског насеља датирају из 15. века. Име села налази се у архивским документима као што су Осаиоветз, Сеиновац.

## Административна подела
- Табак махала
- Горна махала
- Долна махала

### Локација
- У селу има више од 78 места.Неки од њих су:Гръцкия път, Мечи дол, Долни ливади, Вехтите лозя, Под бърдо, Горник, Копотите, Дола.

## Становништво
| 1934. | 1946. | 1956. | 1965. | 1975. | 1985. | 1992. | 2001. | 2011. |
| ----- | ----- | ----- | ----- | ----- | ----- | ----- | ----- | ----- |
| 3.012 | 2.990 | 2.922 | 2.730 | 2.231 | 2.270 | 1.602 | 810   | 580   |

Претежна вероисповест месног становништва је православље.

## Галерија слика
- бивша зграда "Георгија Димитрова"
- Православна црква "Св. Теодор Стратилат "у Полском Сеновцу
- Вроцицх, 1957
- Прва зграда Потрошачке задруге "Саединение"
- Археолошко налазиште
- Фонтана у насељу Табак